# Sinan Sofuoğlu
Sinan Sofuoğlu (Sakarya, 15 luglio 1982 – Kocaeli, 9 maggio 2008) è stato un pilota motociclistico turco.

## Carriera
Facente parte di una famiglia di motociclisti (suo fratello Kenan è anch'esso pilota professionista ed ha vinto cinque volte il titolo mondiale Supersport), ha iniziato la sua carriera sportiva a 15 anni, per arrivare a vincere un titolo nazionale turco nel 2005.
In seguito a questo gli è stata offerta la possibilità di debuttare nel motomondiale, grazie ad una wild card in occasione del Gran Premio motociclistico di Turchia 2006; ha gareggiato nella classe 250 alla guida di una Honda RS 250 R del team Wurth Honda BQR, giungendo 19º al traguardo e non ottenendo pertanto punti validi per le classifiche iridate.
Ha perso la vita il 9 maggio 2008 nel circuito “Körfez Pist” di Kocaeli durante un test in vista del campionato turco di motociclismo.

## Risultati in gara

### Motomondiale
| 2006 | Classe | Moto  |    |  |    |  |  |  |  |  |  |  |    |  |  |  |  |  |  | Punti | Pos. |
| ---- | ------ | ----- | -- |  | -- |  |  |  |  |  |  |  | -- |  |  |  |  |  |  | ----- | ---- |
| 2006 | 250    | Honda | NQ |  | 19 |  |  |  |  |  |  |  | NE |  |  |  |  |  |  | 0     |      |

| Legenda | 1º posto        | 2º posto            | 3º posto            | A punti      | Senza punti        | Grassetto – Pole position Corsivo – Giro più veloce |
| Legenda | Gara non valida | Non qual./Non part. | Ritirato/Non class. | Squalificato | '-' Dato non disp. | Grassetto – Pole position Corsivo – Giro più veloce |